# Rue Abel-Gance
La rue Abel-Gance est une voie située dans le quartier de la Gare du 13e arrondissement de Paris.

## Situation et accès
La rue Abel-Gance est desservie à proximité par la ligne 6 à la station Quai de la Gare.

## Origine du nom
Elle est nommée d'après le cinéaste français Abel Gance (1889-1981).

## Historique
La voie est créée dans le cadre de l'aménagement de la ZAC Paris Rive Gauche, sous le nom provisoire de « voie CK/13 », sur des terrains appartenant précédemment à la SNCF et prend sa dénomination actuelle le 9 mars 1993.

## Bâtiments remarquables et lieux de mémoire
- La chapelle Notre-Dame-de-la-Sagesse.
- La rue longe le jardin James-Joyce.